# Osiny (powiat zwoleński)
Osiny – wieś w Polsce położona w województwie mazowieckim, w powiecie zwoleńskim, w gminie Zwoleń. Ma status sołectwa.
W skład sołectwa Osiny wchodzą także Kopaniny, Sosnowice oraz Melanów.
Do końca 1969 roku w granicach miasta Zwoleń. 
W latach 1975–1998 miejscowość należała administracyjnie do województwa radomskiego.
Wierni Kościoła rzymskokatolickiego należą do parafii Zesłania Ducha Świętego w Zwoleniu.